# Sebastián Moncalvi
Sebastián Juan Moncalvi (Italia, 15 de marzo de 1902 - 1974) fue un escultor, pintor y profesor italouruguayo.

## Biografía
Sebastián Moncalvi, nació en el año 1902 en Italia y llegó a Argentina a los 21 años de edad. En Buenos Aires vivió hasta 1928 y en 1930 vivió por dos años en Brasil radicándose definitivamente en Montevideo en 1932. Realizó los primeros estudios en su tierra natal, ampliándolos luego en Montevideo. Fue ciudadano legal uruguayo, ejeciendo como profesor en el Instituto Normal.

## Premios y reconocimientos
Como escultor obtuvo el Premio Artistas Extranjeros en el Salón Nacional de Bellas Artes del año 1952. Obtuvo el primer premio del Salón de Artes Plásticas en 1943.
En el Salón de Escultura de 1948, obtuvo el Premio de retrato , por el busto al Dr. José María Delgado.
En el Salón de Escultura de 1949, obtuvo el Premio de retrato , por el retrato del senador Justino Zabala Muñiz.

## Obras
El busto de Carlos Gardel fue instalado en una plazoleta en la esquina de las calles Gardel y Zelmar Michelini. Inaugurado el 11 de diciembre de 1952 y originalmente se emplazaba en el Parque Rodó, obra de los escultores Omar Grezzi y  Juan Sebastián Moncalvi; fue trasladado en 1967, al sitio indicado.
Realizó un busto esculpido en bronce de José María Delgado que se encuentra en la "Sala de Escritores Salteños" de la Casa Quiroga en la ciudad uruguaya Salto.